# (14389) 1990 QR5
(14389) 1990 QR5 là một tiểu hành tinh vành đai chính. Nó được phát hiện bởi Henry E. Holt ở Đài thiên văn Palomar ở Quận San Diego, California, ngày 26 tháng 8 năm 1990.